# Hyalopsychella winkleri
Hyalopsychella winkleri är en nattsländeart som beskrevs av Georg Ulmer 1930. Hyalopsychella winkleri ingår i släktet Hyalopsychella och familjen Dipseudopsidae. Inga underarter finns listade i Catalogue of Life.